# Fitzroy, Falklandsöarna

Fitzroy är en bosättning på East Falkland. Den är indelad i Fitzroy Norr och Fitzroy Syd. Platsen är uppkallad efter Robert FitzRoy som seglade med Charles Darwin på HMS Beagle och ligger på inloppet som kallas Port Pleasant.